# Lollipop Chainsaw
Lollipop Chainsaw (jap. ロリポップチェーンソー) – gra komputerowa z gatunku hack and slash stworzona przez Grasshopper Manufacture na konsole PlayStation 3 i Xbox 360.
Gra opowiada o 18-letniej cheerleaderce Juliet Starling, która przy użyciu piły mechanicznej zabija zombie na terenie fikcyjnej szkoły San Romero High.
Lollipop Chainsaw został pozytywnie odebrany dostając kolejno 66% (z 36 recenzji) i 70% (z 64 recenzji) na konsole PlayStation 3 i Xbox 360.

## Rozgrywka
Gracz steruje Juliet Starling widzianą z perspektywy trzeciej osoby. Podczas walki możliwe są lekkie i mocne ciosy; Lekkie, zadawane za pomocą pchnięć i kopnięć ogłuszają przeciwników, a mocne ich zabijają za pomocą piły mechanicznej. Za niszczenie zombie i ratowanie znajomych ze szkoły, postać regeneruje specjalną umiejętność pozwalającą na lepszy atak.